# Mike Peters (hudebník)
Mike Peters, celým jménem Michael Leslie Peters, (25. února 1959 – 29. dubna 2025) byl velšský zpěvák a kytarista. Narodil se v severovelšském městě Prestatyn a vyrůstal ve Rhylu. Svou kariéru zahájil v roce 1975 jako člen kapely Harry Hippie, ve které jej doprovázeli spolužáci. Později působil v několika skupinách a roku 1981 založil kapelu The Alarm. V letech 2010 až 2013 zpíval se skotskou skupinou Big Country. Rovněž byl členem superskupiny nazvané Dead Men Walking. Své první sólové album Breathe vydal v roce 1994 a následovalo několik dalších. V letech 1996 a 2005 se vyléčil z rakoviny. Nemoc se mu vrátila roku 2015. V roce 2025 rakovině ve věku 66 let podlehl.
V roce 2019 mu byl udělen Řád britského impéria.